# Kanton Morteaux-Coulibœuf
Kanton Morteaux-Coulibœuf (fr. Canton de Morteaux-Coulibœuf) byl francouzský kanton v departementu Calvados v regionu Dolní Normandie. Skládal se z 20 obcí, zrušen byl v roce 2015.

## Obce kantonu
- Barou-en-Auge
- Beaumais
- Bernières-d'Ailly
- Courcy
- Crocy
- Ernes
- Fourches
- Jort
- Louvagny
- Le Marais-la-Chapelle
- Morteaux-Coulibœuf
- Les Moutiers-en-Auge
- Norrey-en-Auge
- Olendon
- Perrières
- Sassy
- Vendeuvre
- Vicques
- Vignats
- Épaney